# آلویس ۱۲/۷۰

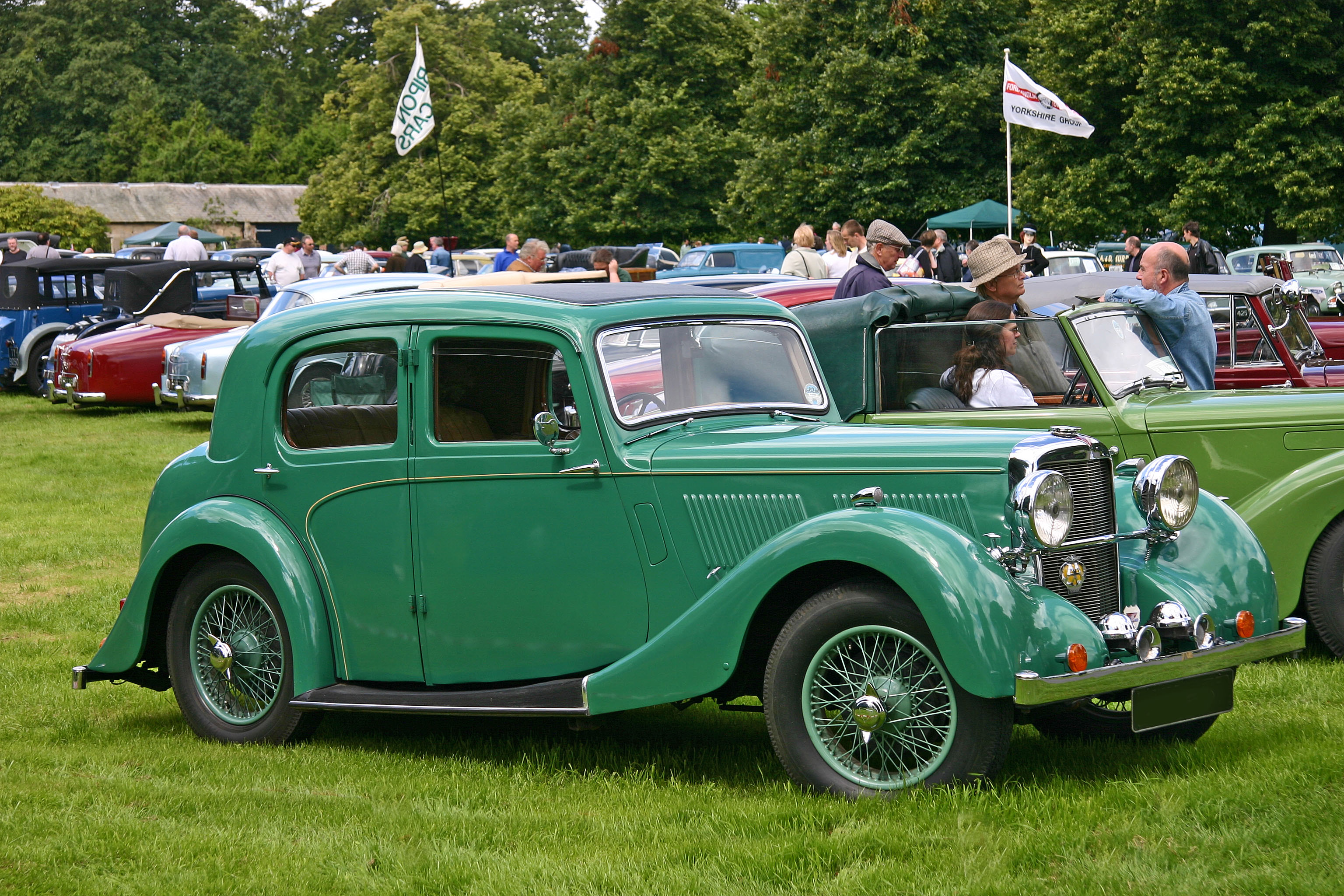

آلویس ۱۲/۷۰ (Alvis 12/70) خودرویی است که در سال‌های ۱۹۳۸ تا ۱۹۴۰>۷۴۱ madeتولید شده‌است. طول آن در حالت طبیعی ۱۷۰ اینچ (۴٬۳۱۸ میلیمتر) و عرض آن در حالت طبیعی ۶۲ اینچ (۱٬۵۷۵ میلیمتر) است.
موتور آن ۱۸۴۲ سی‌سی است.

## نگارخانه

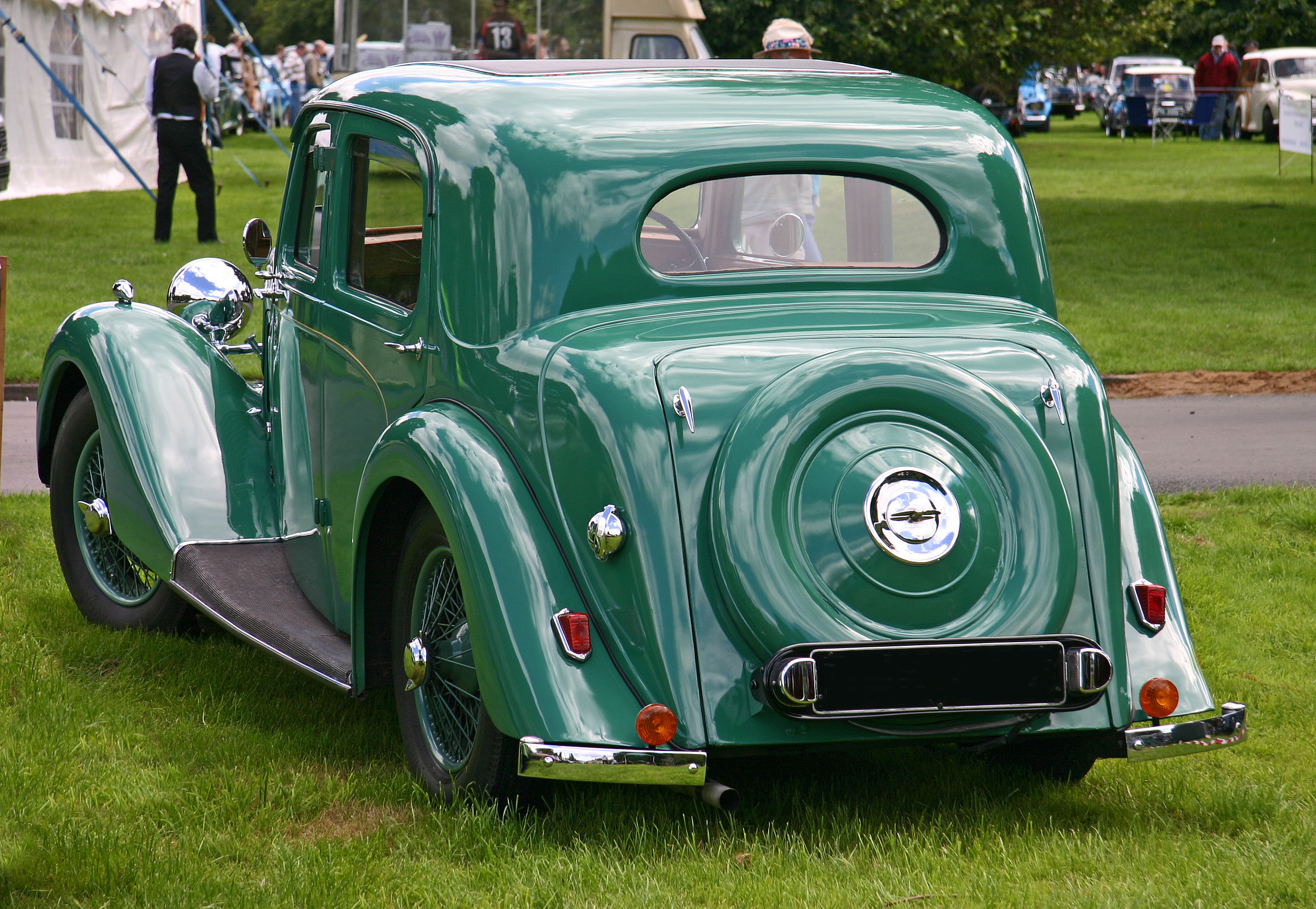
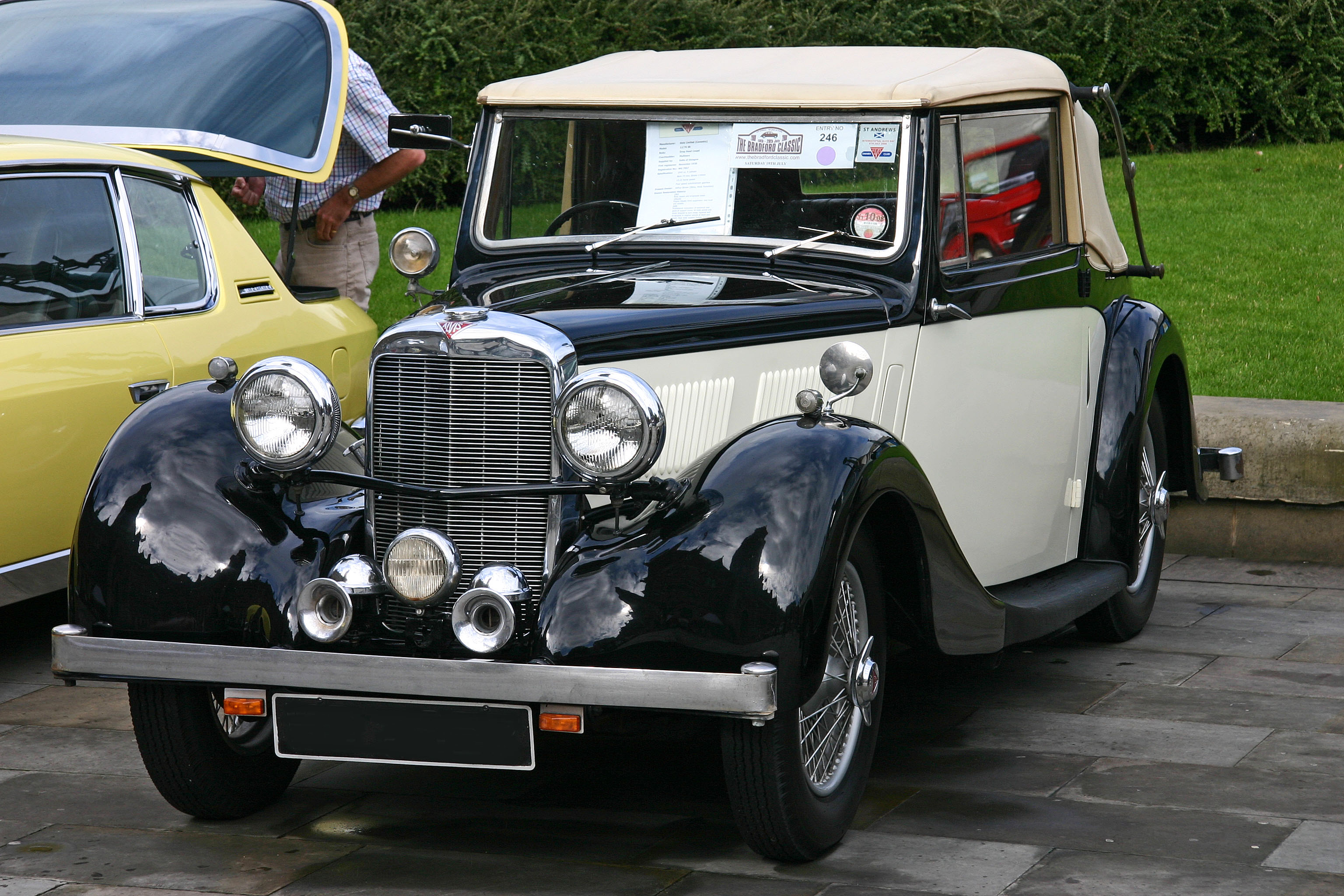
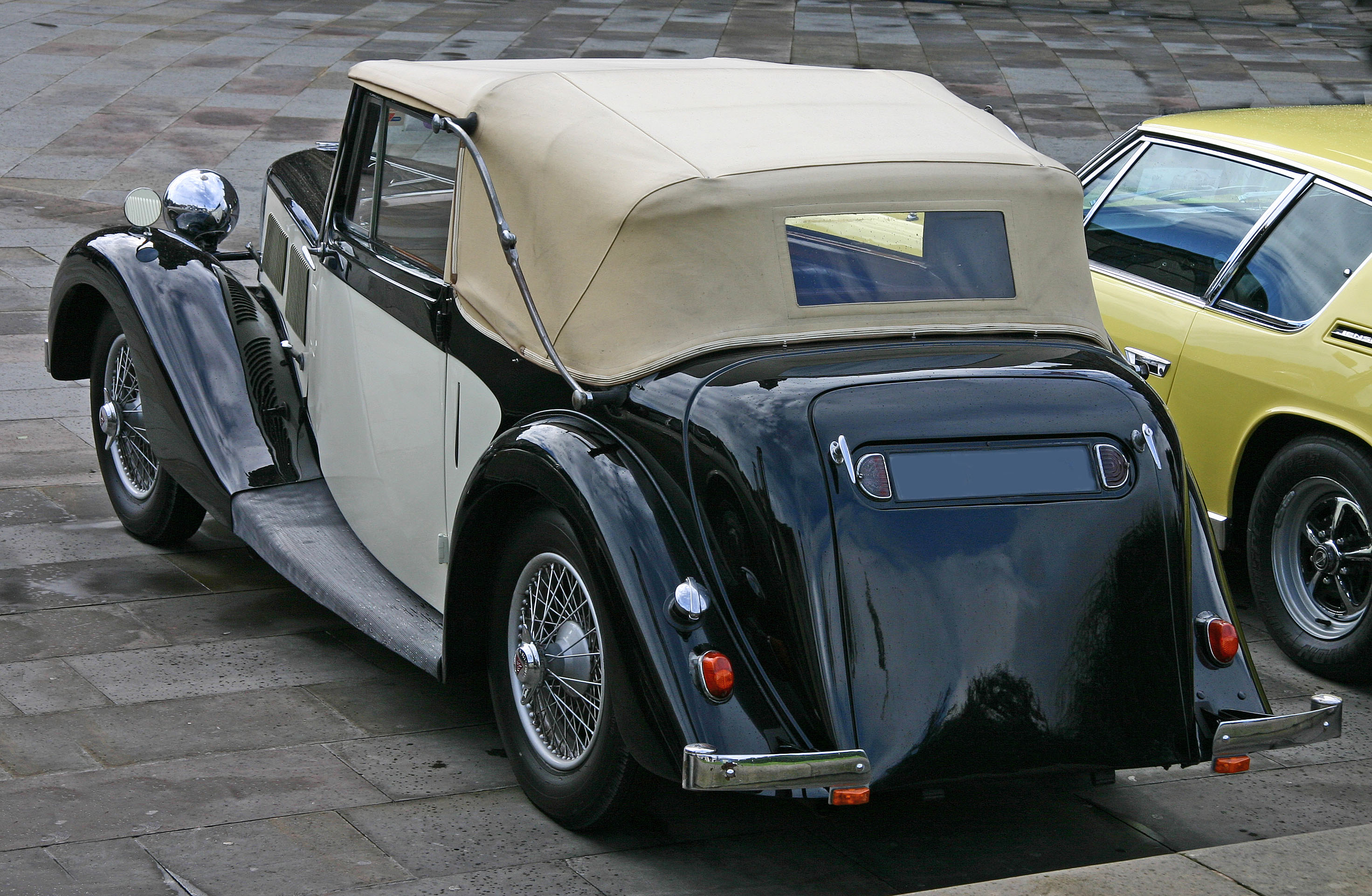